# 퀘벡 전투 (1775년)
퀘벡 전투(영어: Battle of Quebec)는 미국 독립 전쟁 초기에 대륙군이 시도한 캐나다 침공 작전 중 1775년 12월 31일 퀘벡 시를 지키는 영국군 사이에 진행된 전투이다. 이곳에서 미국은 이 전쟁 최초로 값비싼 대가를 치러야 했다. 리처드 몽고메리가 전사하고, 베네딕트 아놀드가 부상당했으며, 대니얼 모건 등 400명 이상이 포로가 되었다. 퀘벡 식민지 총독 가이 칼튼이 지휘한 퀘벡의 수비대는 영국군 정규병과 캐나다 개척민 징발 병사로 엉망진창이었지만, 극소수의 손실만 입었다.
몽고메리 부대는 11월 13일 몬트리올을 점령하고 뉴잉글랜드 북부의 황야를 빠져 온 아놀드 부대와 12월 초순에 합류했다. 칼튼은 간신히 몬트리올에서 퀘벡으로 도망갔지만, 대륙군의 다음 표적이 된 퀘벡 시는 공격 부대가 도착하기 직전에 원군이 도착하여 시를 지킬 수 있는 상태가 되었다. 몽고메리 부대는 병사의 징병 기간이 12월 말에 만료가 되기 때문에 마음이 급했다. 부대의 움직임이 드러나지 않는 폭설이 내리던 그믐 날에 공격했다. 그 작전은 몽고메리와 아놀드가 각각 이끄는 두 부대가 퀘벡의 로어 타운에서 합류한 다음 언덕(어퍼 타운)을 지키는 성벽을 공략한다는 것이었다. 이 전투의 초기 단계에서 몽고메리는 포격을 받고, 전사해 버렸기 때문에 그가 이끌던 부대는 후퇴했지만, 아놀드가 이끌던 부대는 도시 내부로 침입할 수 있었다. 그 공격 초기에 아놀드가 부상당하고 지휘를 물려받은 모건은 시내에서 수렁에 빠져 항복을 할 수 밖에 없었다. 아놀드와 그 부대는 그 봄까지 효과가 없는 포위를 계속했지만, 영국군은 원군을 보강했다.
이 전투와 이후의 포위전 동안 프랑스어를 말하는 캐나다인이 양군 모두 중요한 역할을 했다. 대륙군은 현지 거주자들에게 물자와 병참을 지원 받았다. 퀘벡 시의 수비대는 현지에서 징병한 민병대로 꾸려졌다. 대륙군이 오자 많은 지지자가 따라왔다. 이후에 남은 자들은 영국군이 식민지 지배를 회복한 후 다양한 형태의 징벌을 받았다.

## 배경
1775년 4월에 미국 독립 전쟁이 발발한 직후인 5월 10일, 이던 앨런과 베네딕트 아놀드가 이끄는 모험심 넘치는 소부대가 퀘벡 시로 향하는 경로의 중요 거점인 타이컨더로가 요새를 탈취했다. 아놀드는 이후, 몬트리올에서 멀지 않은 세인트존 요새를 습격했다. 이 사건은 그 지역의 영국 지도층들에게 경종을 울리게 했다. 영국이나 미국도 그 지도자들은 제2차 대륙회의가 승인한 대륙군에 의해 캐나다 퀘벡 식민지를 침공 가능성을 예측하고, 퀘벡 총독 가이 칼튼은 식민지에서 수비대를 동원을 시작했다. 대륙회의는 당초 퀘벡을 공격하자는 의견을 받아들이지 않았지만, 대륙군의 북방 방면군 지휘관인 필립 스카일러에게 지휘관이 필요하다고 판단되면, 퀘벡 식민지를 침공해도 된다는 권한을 부여했다. 스카일러는 즉시 타이컨더로가 요새와 크라운 포인트 요새에서 원정에 필요한 인원과 보급품 준비에 착수했다. 미국 측 선전 공작의 일부로 대륙회의와 뉴욕 식민지 의회에서 캐나다 주민에게 보내는 편지가 퀘벡 식민지 내에 배포되었고, 억압적인 영국 통치에서 해방할 것을 약속했다. 이 원정대의 지휘관으로 임명된 베네딕트 아놀드는 조지 워싱턴 장군을 설득하여 현재의 메인주 북부의 황야를 빠져나와 직접 퀘벡 시로 향하는 두 번째 원정대 파견을 승인했다.
대륙군은 1775년 9월에 퀘벡으로 진군을 시작했다. 스카일러 장군의 계획서에 적힌 그 목표는 ‘전제적인 관료적 질서 하에 있는 영국군을 가능한 한 몰아내는 것 ... 가혹한 노예의 굴레를 쓰고 있는 동료 시민, 형제를 위해서’였다. 리처드 몽고메리 준장은 타이컨더로가 요새와 크라운 포인트 요새에 있는 부대를 이끌고 샹플레인 호수로 이동하여, 세인트존스 요새 포위전에 성공하여 11월 13일에는 몬트리올을 점령했다. 아놀드는 매사추세츠의 캠브리지에서 1,100명의 부대를 이끌고, 몽고메리 부대가 타이컨더로가 요새를 함락시킨 떨어진 직후에 메인에서 퀘벡 시에 빠지는 원정을 시작했다.
미국 측이 퀘벡 침공에 있어서 크게 기대한 것은, 퀘벡 식민지와 퀘벡 시에 사는 많은 프랑스계 카톨릭교 개척민이 영국의 지배에 대항하여 궐기하는 것이었다. 영국이 프렌치 인디언 전쟁이 끝난 후 1760년에 퀘벡을 지배하게 된 이후, 지역 주민들과 개신교에서 영어권 영국군 관계자 및 민간 관리자 간의 문제와 견해의 불일치가 발생했다. 1774년 퀘벡법으로 천주교도에 인권이 회복되었고, 교회의 설립을 인정함으로써 그 긴장은 완화되었다. 퀘벡의 프랑스계 주민의 대부분은 가톨릭 교회의 후원으로 프랑스의 문화를 지키면서 영국의 지배를 수용하게 되었기 때문에, 미국의 독립 운동을 관망하기로 했다.

## 같이 보기
- 미국 독립 전쟁의 전투 목록
- 미국 독립 전쟁